# Phényllithium
Le phényllithium est un composé chimique de formule C6H5Li. C'est l'un des agents de métallation les plus couramment employés comme alternative aux réactifs de Grignard pour introduire des groupes phényle en synthèse organique. Le phényllithium cristallin est incolore, mais il est généralement distribué en solutions, qui présentent diverses teintes de rouge ou de brun selon le solvant utilisé et les impuretés qu'ils contiennent.
Le phényllithium est un organolithien qui forme des cristaux monocliniques. À l'état solide, il peut être décrit comme constitué de dimères Ph2Li2. Les deux atomes de lithium et les deux atomes de carbone ipso de ces dimères forment un cycle plan auquel les plans des groupes phényle sont perpendiculaires. D'autres dimères adjacents s'empilent grâce à des liaisons intermoléculaires impliquant les électrons π en formant une structure en échelle infinie :
En solution, le phényllithium adopte des configurations variables selon le solvant organique utilisé. Dans le tétrahydrofurane (THF), un équilibre s'établit entre les formes monomériques et dimériques. En solution dans l'éther dibutylique, forme sous laquelle il est couramment distribué, quatre atomes de lithium et quatre atomes de carbone ipso alternent aux sommets d'un cube distordu, tandis que les groupes phényle se trouvent sur les faces d'un tétraèdre et sont liés aux trois atomes de lithium les plus proches :
Les liaisons C–Li mesurent en moyenne 233 pm. Une molécule d'éther se lie à chacun des atomes de lithium via un atome d'oxygène.

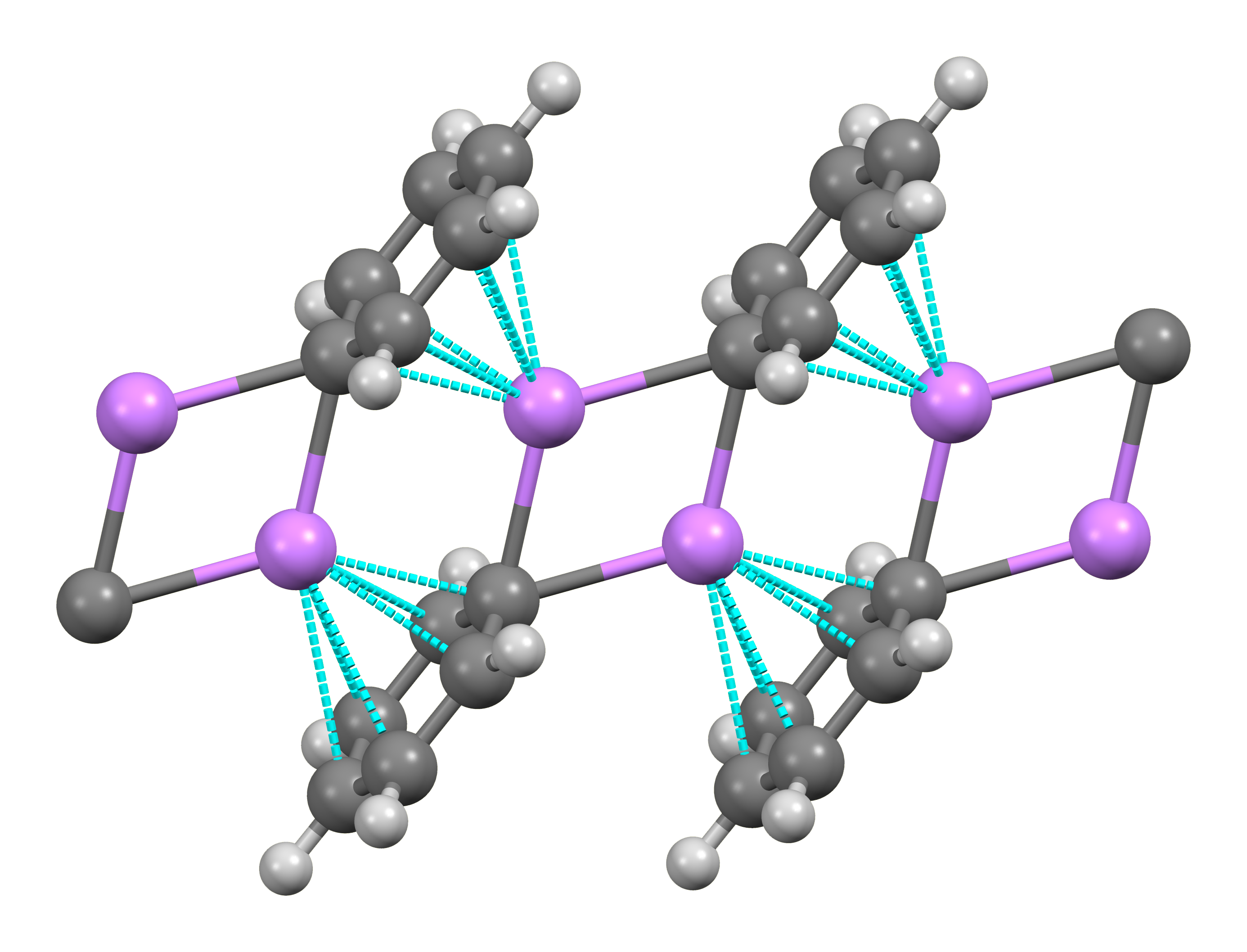
Structure en échelle infinie du phényllithium cristallisé.

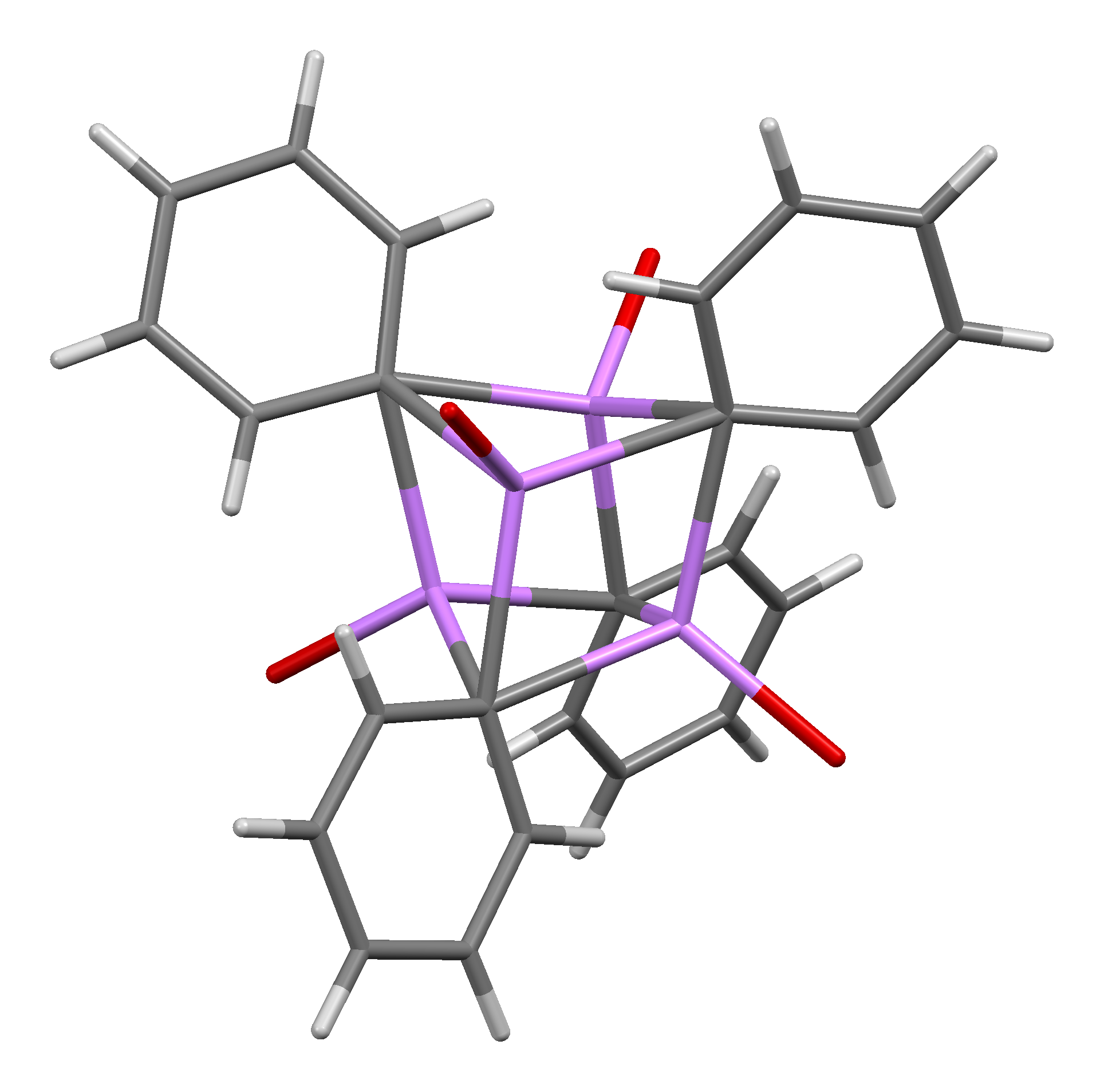
Structure tétramérique en solution dans l'éther.

Le phényllithium a été produit la première fois en faisant réagir du lithium métallique avec du diphénylmercure (C6Η5)2Ηg :
(C6Η5)2Ηg + 2 Li → 2 C6Η5Li + Ηg.
Cette synthèse a été rapidement améliorée en faisant réagir directement du lithium avec des halogénures de phényle C6H5X :
C6H5X + 2 Li → C6H5Li + LiX.
Le phényllithium peut également être synthétisé par une réaction d'échange métal-halogène, par exemple avec le n-butyllithium C4H9Li :
n-BuLi + PhX → n-BuX + PhLi
Cette dernière méthode est aujourd'hui le procédé le plus largement employé.